# Danmarks runeindskrifter 380
DR 380 är en vikingatida (1050–1150) runsten av sandsten i Ny Larsker 2, Ny Larsker socken och Bornholms kommun.

## Inskriften
Translitterering av runraden:
kobu:suain : raisti : stain : þ(e)na : a(f)tir : bausa : sun : sin : tr(i)... ...n : þan : is : tribin : ua(r)þ : i : (u)(r)ostu : at : ut:la(n)(k)iu : kuþ : tr(u)tin : hi(a)lbi : hans : ont : auk : sata : mikial :
Normalisering till rundanska:
Kopu-(?)Swen resþi sten þænna æftiʀ Bøsa, sun sin, dræ[ng] [goþa]n, þan æs dræpin warþ i orrostu at Utlængiu. Guþ drottin hialpi hans ond ok santa Mihael.
Översättning till nusvenska:
Kåp-Sven reste denna sten efter Böse, sin son, en god man som blev dräpt i kampen vid Utlängan. Herren Gud och sankt Mikael hjälpe hans själ.